# Пятница, 13
Пятница 13 — словосочетание, употребляемое в смысле «день неприятностей». Получило распространение благодаря многочисленным суевериям и мифам, по которым именно в этот день следует быть постоянно начеку из-за угрозы многочисленных неприятностей; стараться остерегаться всяческого рода неудач. В медицине такой набор примет рассматривается как фобия, а психологи и психотерапевты называют это «параскаведекатриафобией» — боязнью пятницы 13. Термин предложен доктором Доналдом Доссеем, который составил его из греческих слов παρασκευή (пятница) и δεκατρία (тринадцать). Доссей рассматривал сам термин как часть своего метода терапии безрассудных страхов. Данная фобия рассматривается как частный случай трискайдекафобии — боязни числа 13.

## История явления

### Объяснение культурологов
Исследователи считают примету пятницы 13-го относительно недавним явлением, возникшим где-то на рубеже XIX—XX веков из слияния двух действительно древних суеверий: о неблагоприятности пятницы и числа 13 (без его обязательного отнесения к календарю). Как пишет один из специалистов: «Два указателя неудачи в конце концов слились, чтобы создать один супернеудачливый день» (англ. «The two unlucky entities ultimately combined to make one super unlucky day.»).
Действительно, в англоязычных источниках первое упоминание пятницы и 13 в одном контексте, хотя и всё ещё по отдельности, было найдено только за 1869 год, в биографии Россини, написанной одним английским журналистом. О композиторе, умершем в пятницу 13 ноября 1868 года, там дословно сказано следующее:

[Россини] до конца своих дней был окружён любовью и сочувствием друзей. И если правда то, что он, как многие итальянцы, считал пятницу днём неудачи, а тринадцать — числом неудачи, примечательно, что умер он в пятницу, 13 ноября.Оригинальный текст (англ.)[Rossini] was surrounded to the last by admiring and affectionate friends; and if it be true that, like so many other Italians, he regarded Friday as an unlucky day, and thirteen as an unlucky number, it is remarkable that on Friday, the 13th of November, he died.
В то же время английский «Словарь выражений и крылатых слов» Бревера (Brewer’s Dictionary of Phrase and Fable), напечатанный в 1889 году, всё ещё не имеет какой-либо отдельной статьи о пятнице 13-го, хотя там есть отдельные статьи о пятнице и о числе 13.
Аналогичную ситуацию можно видеть и в США. В проведённом в 1907 году опросе 1875 студентов Гарварда лишь двое упомянули пятницу и 13-е, по-прежнему разделяя в уме оба события: «Если 13-е число месяца приходится на пятницу, то больше шансов для несчастий». Однако именно на рубеже 1907—1908 годов что-то изменилось в языке или культуре, так как в 1908 году новостью за пятницу 13 марта New York Times публикует заметку с подзаголовком «Пятница 13-го не пугает сенатора Оуэна» (англ. «Friday the 13th holds no terror for Senator Owen»). В заметке писалось о том, что сенатор в этот день вынес в Сенат 13 законопроектов о строительстве в штате Оклахома. Лахенмайер считает крайне важным, что Friday the 13th написано без запятой, что не ошибка, а признак фразеологизации выражения. «Пятница, 13-е число» в какой-то момент стало «пятницей 13-го». Поворотное событие в распространении суеверия также было найдено исследователями. Именно в конце 1907 экстравагантный финансист и писатель Томас Лоусон публикует свой роман «Пятница, тринадцатое». И сам Лоусон, и его роман теперь забыты, но в то время произведение было весьма популярно, а заголовок подхвачен прессой. В романе описывались махинации на фондовой бирже и использование при этом страхов некоторых людей перед пятницей и числом 13.

### Легенда о тамплиерах
Популярным объяснением особого отношения к пятнице 13-го, распространённым в книгах по альтернативной истории и эзотерике, является история ордена тамплиеров. Именно в пятницу 13 октября 1307 года французский король Филипп IV приказал арестовать членов ордена, включая всё его верховное руководство. В результате последовавшего процесса по обвинениям в ереси и богохульстве его членов орден был распущен, а многие арестованные во Франции тамплиеры были подвергнуты пыткам и позднее казнены. В том числе семь лет спустя в Париже на острове Сите были сожжены заживо последний Великий магистр ордена Жак де Моле и Командор Нормандии Жофруа де Шарне. По преданию, перед смертью де Моле проклял наблюдавшего за казнью короля и всю династию Капетингов. Этот сюжет лёг в основу серии исторических романов французского писателя Мориса Дрюона.
Изложенная история хорошо известна из романа Дэна Брауна «Код да Винчи», хотя он был далеко не первым, изложившим её в связи с особым отношением у некоторых людей к пятнице 13-го числа. Не были первыми и авторы «Священной загадки», на которую опирался Браун. Ещё в 1981 (русский перевод в 1992) французский эзотерик и оккультист Робер Амбелен в своей книге написал:

День был выбран не случайно. … Король выбрал пятницу как день распятия Христа. Он выбрал 13-й день месяца — намёк на несчастливое число. 13 считалось плохим числом у Гомера (Илиада, V) и Цицерона (Pro Cecina). В древнееврейской Каббале было 13 Духов Зла, и 13-м в Писании был упомянут Иуда, предавший Христа. К этому же на Тайной вечере тот же Иуда был 13-м сотрапезником, День Страстей Господних пришёлся на 13-е число по лунному календарю, 13-я глава Апокалипсиса говорит об Антихристе, а 13-я глава Евангелия от Иоанна — о предательстве Иуды.
Версия о тамплиерах, несмотря на отсылку к событиям Средневековья, имеет современное происхождение и учёными всерьёз не принимается.

## В культуре других стран

### Испаноязычные страны и Греция
В испаноязычных странах вместо пятницы днём невезения считается вторник 13 (исп. martes trece).
Подобное отношение к этой же дате есть и в Греции. Греки вообще считают вторник (и особенно 13-е число) несчастливым днём. Считается, что во вторник преобладает влияние бога войны Ареса. Это суеверие укрепляют падение Константинополя в результате Четвёртого крестового похода, которое произошло во вторник, 13 апреля 1204 года, и взятие Константинополя войсками Османской империей, произошедшее во вторник, 29 мая 1453 года. Кроме того, по-гречески название этого дня недели — Τρίτη («Трити»), что означает «третий» (день недели), что добавляет веса суеверию, поскольку, как говорят, неудачи «приходят по трое».

## Современность
Во второй половине XX века популяризации термина «Пятница, 13-е» послужила также серия фильмов «Пятница, 13-е», первый из которых был снят в 1980 году.
В современном обществе с развитой экономикой проблема пятницы 13 числа из мистической может превратиться во вполне осязаемую экономическую проблему. Люди, в той или иной мере подверженные «параскаведекатриафобии», стараются в такие дни максимально сократить свою активность, что, по некоторым оценкам, только в экономике США приводит к потере 800—900 миллионов долларов в каждый из таких дней. Периодически различными организациями производятся статистические исследования с целью выяснить, имеет ли мистика пятницы 13 числа отражение в реальности. По данным голландских учёных, статистически такие дни, наоборот, безопаснее. Это можно объяснить тем, что неподверженные фобии люди их просто не замечают, подверженные же стараются действовать как можно более аккуратно. С другой стороны, британские учёные на основе анализа дорожных происшествий на одном из шоссе в Англии, приходят к иному выводу. Из работы следует, что число происшествий статистически растёт. Они заключают, что пятница 13-го для некоторых может быть несчастливым днём, и рекомендуют в такие дни оставаться дома. Следует отметить, что качество публикаций в британских научных журналах вызывает критику в самой Великобритании, при этом в качестве примера приводится именно «British Medical Journal», в котором была опубликована упомянутая статья.

### Пятница 13-е в компьютерной субкультуре
В 1988 году была отмечена эпидемия компьютерного вируса Jerusalem, который был запрограммирован на особенно разрушительные действия, если активировался в пятницу 13-го. В первый раз это произошло в пятницу 13 мая 1988 года. Этот чёрный юмор был перенят авторами некоторых других компьютерных вирусов.
Действие рассказов цикла «BOFH» также проходит в пятницу 13-го (если говорить точнее, у героя этих рассказов таковой является каждый день).
В наши дни хакеры часто приурочивают те или иные события к очередной пятнице, выпадающей на 13-е число. Также «день 1234567890» по UNIX-времени формально пришёлся на пятницу, 13 февраля 2009 года, каковой факт поклонники операционной системы Unix сочли особенно знаменательным.

## Календарь пятниц 13-го

### 1981—1990
| Год  | Месяцы                |
| ---- | --------------------- |
| 1981 | февраль, март, ноябрь |
| 1982 | август                |
| 1983 | май                   |
| 1984 | январь, апрель, июль  |
| 1985 | сентябрь, декабрь     |

| Год  | Месяцы                |
| ---- | --------------------- |
| 1986 | июнь                  |
| 1987 | февраль, март, ноябрь |
| 1988 | май                   |
| 1989 | январь, октябрь       |
| 1990 | апрель, июль          |

### 1991—2000
| Год  | Месяцы            |
| ---- | ----------------- |
| 1991 | сентябрь, декабрь |
| 1992 | март, ноябрь      |
| 1993 | август            |
| 1994 | май               |
| 1995 | январь, октябрь   |

| Год  | Месяцы                |
| ---- | --------------------- |
| 1996 | сентябрь, декабрь     |
| 1997 | июнь                  |
| 1998 | февраль, март, ноябрь |
| 1999 | август                |
| 2000 | октябрь               |

### 2001—2010
| Год  | Месяцы            |
| ---- | ----------------- |
| 2001 | апрель, июль      |
| 2002 | сентябрь, декабрь |
| 2003 | июнь              |
| 2004 | февраль, август   |
| 2005 | май               |

| Год  | Месяцы                |
| ---- | --------------------- |
| 2006 | январь, октябрь       |
| 2007 | апрель, июль          |
| 2008 | июнь                  |
| 2009 | февраль, март, ноябрь |
| 2010 | август                |

### 2011—2020
| Год  | Месяцы                |
| ---- | --------------------- |
| 2011 | май                   |
| 2012 | январь, апрель, июль  |
| 2013 | сентябрь, декабрь     |
| 2014 | июнь                  |
| 2015 | февраль, март, ноябрь |

| Год  | Месяцы            |
| ---- | ----------------- |
| 2016 | май               |
| 2017 | январь, октябрь   |
| 2018 | апрель, июль      |
| 2019 | сентябрь, декабрь |
| 2020 | март, ноябрь      |

### 2021—2030
| Год  | Месяцы            |
| ---- | ----------------- |
| 2021 | август            |
| 2022 | май               |
| 2023 | январь, октябрь   |
| 2024 | сентябрь, декабрь |
| 2025 | июнь              |

| Год  | Месяцы                |
| ---- | --------------------- |
| 2026 | февраль, март, ноябрь |
| 2027 | август                |
| 2028 | октябрь               |
| 2029 | апрель, июль          |
| 2030 | сентябрь, декабрь     |

### 2031—2040
| Год  | Месяцы          |
| ---- | --------------- |
| 2031 | июнь            |
| 2032 | февраль, август |
| 2033 | май             |
| 2034 | январь, октябрь |
| 2035 | апрель, июль    |

| Год  | Месяцы                |
| ---- | --------------------- |
| 2036 | июнь                  |
| 2037 | февраль, март, ноябрь |
| 2038 | август                |
| 2039 | май                   |
| 2040 | январь, апрель, июль  |

### 2041—2050
| Год  | Месяцы                |
| ---- | --------------------- |
| 2041 | сентябрь, декабрь     |
| 2042 | июнь                  |
| 2043 | февраль, март, ноябрь |
| 2044 | май                   |
| 2045 | январь, октябрь       |

| Год  | Месяцы            |
| ---- | ----------------- |
| 2046 | апрель, июль      |
| 2047 | сентябрь, декабрь |
| 2048 | март, ноябрь      |
| 2049 | август            |
| 2050 | май               |

В сумме каждый григорианский 400-летний цикл имеет 146 097 дней (365 × 400 = 146 000 и 97 дополнительных дней в феврале). Этот цикл имеет 20 871 неделю и 4800 месяцев. Каждый 400-летний цикл имеет то же распределение пятниц, выпадающих на 13 число месяца. 13-е число имеет чуть большую вероятность выпасть на пятницу, чем на другие дни недели. В среднем, пятница 13-го происходит каждые 212,35 дней (212 + 241/688).

## Некоторые известные события, произошедшие в пятницу 13-го
- 13 декабря 1907 года — крушение на скалах семимачтовой шхуны «Томас У. Лоусон» — крупнейшего корабля своего класса (корабль окончательно пошёл ко дну во втором часу пополуночи 14 декабря). Что особо примечательно, корабль был назван в честь уже упомянутого автора книги[англ.] «Пятница, тринадцатое».
- 13 ноября 1942 года — «Битва в пятницу, 13-го», морское сражение в ходе Битвы за Гуадалканал. Закончилось победой союзников.
- 13 июня 1947 года — на Голубом хребте в Западной Виргинии (США) разбился авиалайнер Douglas C-54, в результате чего погибли 50 человек.
- 13 мая 1949 года — близ Новосибирска разбился авиалайнер Ил-12, в результате чего погибли 25 человек.
- 13 июля 1956 года — в штате Нью-Джерси разбился транспортный самолёт Douglas Liftmaster, в результате чего погибли 46 человек. Примечательно, что самолёт выполнял рейс № 13.
- 13 февраля 1970 года — британская рок-группа Black Sabbath выпустила свой одноимённый альбом
- 13 октября 1972 года — близ Москвы разбился авиалайнер Ил-62, в результате чего погибли 174 человека. На то время это была крупнейшая авиакатастрофа в мире.
- 13 октября 1972 года — катастрофа FH-227 в Андах. Выжившие после крушения 72 дня боролись за жизнь и вынуждены были прибегнуть к каннибализму.
- 13 сентября 1996 года — в Лас-Вегасе умер известный рэпер Тупак, застреленный 7 сентября. В убийстве подозревается гангстер Орландо Андерсон[англ.].
- 13 ноября 2009 года — в Ульяновске в 15.44 на улице Балтийской в Заволжском районе произошел взрыв, вызвавший серию последующих взрывов снарядов, хранящихся на территории «31 Арсенала ВМФ»
- 13 января 2012 года — крушение лайнера «Costa Concordia», на борту которого находилось 4200 пассажиров и членов экипажа.
- 13 ноября 2015 года — теракты в Париже.
- 13 марта 2020 года — произошёл массовый обвал финансовых рынков, из-за распространения COVID-19.
- 13 декабря 2024 года — начало блокировки мессенджера Viber в России, за нарушение законов.
- 13 июня 2025 года — Израиль нанёс серию ракетных ударов по Ирану в рамках военной операции «Народ как лев».